# Dalig Raya
Dalig Raya is een bestuurslaag in het regentschap Simalungun van de provincie Noord-Sumatra, Indonesië. Dalig Raya telt 1878 inwoners (volkstelling 2010).